# György Petri
György Petri (n. 1943 – d. 2000) a fost un scriitor maghiar.